# Râul Cașin, Râul Negru
Râul Cașin (în maghiară Kászon) este un curs de apă, afluent al Râului Negru. 